# 龍泉寺 (八王子市長房町)
龍泉寺（りゅうせんじ）は、東京都八王子市にある浄土宗の寺院。

## 歴史
1558年（永禄元年）、北条氏照の開基である。氏照は滝山城の城主であり、方誉来給を招聘して寺を創建した。その後、火災に遭い焼失したため、方誉来給が再建している。
江戸時代の寺運は盛衰を繰り返した。八王子千人同心の菩提寺になっていたが、彼らとの間にトラブルがあり、幕末期には衰微していった。明治末期になり、ようやく再建のめどが立ってきた。
八王子三十三観音霊場第13番札所の由来となっている聖観世音菩薩は、「しもの世話にならずにぽっくりと極楽に往生できる」というご利益があるとされ、「ぽっくり寺」の異名をとっている。当寺公式サイトのアドレスも「https://www.ryusenji-pokkuridera.info/」となっている。

## 交通アクセス
- 西八王子駅より徒歩12分。